# Vittorio Sgarbi
Vittorio Sgarbi (n. 8 mai 1952, Ferrara, Italia) este un critic de artă și politician italian.